# Serranus chionaraia
Serranus chionaraia är en fiskart som beskrevs av Robins och Starck, 1961. Serranus chionaraia ingår i släktet Serranus och familjen havsabborrfiskar. Inga underarter finns listade i Catalogue of Life.